# Ehsan Hadadi
Ehsan Hadadi (in persiano احسان حدادی‎; Teheran, 20 gennaio 1985) è un discobolo iraniano.
In carriera ha vinto una medaglia d'argento alle Olimpiadi di Londra 2012, una di bronzo ai Campionati mondiali di Taegu 2011 e numerosi titoli continentali. Con il suo primato personale di 69,32 detiene il record asiatico di lancio del disco.

## Palmarès
| Anno | Manifestazione      | Sede           | Evento           | Risultato | Prestazione | Note                                     |
| ---- | ------------------- | -------------- | ---------------- | --------- | ----------- | ---------------------------------------- |
| 2003 | Campionati asiatici | Manila         | Lancio del disco | 8º        | 54,40 m     |                                          |
| 2004 | Mondiali juniores   | Grosseto       | Lancio del disco | Oro       | 62,14 m     |                                          |
| 2005 | Campionati asiatici | Incheon        | Lancio del disco | Oro       | 65,25 m     | Record dei campionati · Record asiatico  |
| 2006 | Giochi asiatici     | Doha           | Lancio del disco | Oro       | 63,79 m     |                                          |
| 2007 | Campionati asiatici | Amman          | Lancio del disco | Oro       | 65,38 m     | Record dei campionati                    |
| 2007 | Mondiali            | Osaka          | Lancio del disco | 7º        | 64,53 m     |                                          |
| 2008 | Olimpiadi           | Pechino        | Lancio del disco | 17º       | 61,34 m     |                                          |
| 2009 | Campionati asiatici | Canton         | Lancio del disco | Oro       | 64,83 m     |                                          |
| 2010 | Giochi asiatici     | Guangzhou      | Lancio del disco | Oro       | 67,99 m     |                                          |
| 2011 | Campionati asiatici | Kōbe           | Lancio del disco | Oro       | 62,27 m     |                                          |
| 2011 | Mondiali            | Taegu          | Lancio del disco | Bronzo    | 66,08 m     | Miglior prestazione personale stagionale |
| 2012 | Olimpiadi           | Londra         | Lancio del disco | Argento   | 68,18 m     |                                          |
| 2014 | Giochi asiatici     | Incheon        | Lancio del disco | Oro       | 65,11 m     |                                          |
| 2015 | Mondiali            | Pechino        | Lancio del disco | 24º (q)   | 60,39 m     |                                          |
| 2016 | Giochi olimpici     | Rio de Janeiro | Lancio del disco | 24º (q)   | 60,15 m     |                                          |
| 2017 | Campionati asiatici | Bhubaneswar    | Lancio del disco | Oro       | 64,54 m     | Miglior prestazione personale stagionale |
| 2017 | Mondiali            | Londra         | Lancio del disco | 15º (q)   | 63,03 m     |                                          |
| 2018 | Giochi asiatici     | Giacarta       | Lancio del disco | Oro       | 65,71 m     |                                          |
| 2019 | Campionati asiatici | Doha           | Lancio del disco | Oro       | 65,95 m     | Record dei campionati                    |
| 2019 | Mondiali            | Doha           | Lancio del disco | 7º        | 65,16 m     |                                          |
| 2021 | Giochi olimpici     | Tokyo          | Lancio del disco | 26º (q)   | 58,98 m     | Miglior prestazione personale stagionale |
| 2023 | Giochi asiatici     | Hangzhou       | Lancio del disco | Argento   | 61,82 m     |                                          |

## Altre competizioni internazionali
2013
- Bronzo al Prefontaine Classic ( Eugene), lancio del disco - 65,63 m
- Argento ai Bislett Games ( Oslo), lancio del disco - 64,63 m
- Argento al Meeting Areva ( Parigi), lancio del disco - 65,53 m
- Argento al DN Galan ( Stoccolma), lancio del disco - 63,64 m
- Bronzo al Weltklasse Zürich ( Zurigo), lancio del disco - 66,07 m

2014
- 7º al Doha Diamond League ( Doha), lancio del disco - 61,86 m
- Bronzo all'Adidas Grand Prix ( New York), lancio del disco - 65,23 m
- 4º al Meeting Herculis ( Monaco), lancio del disco - 64,47 m

2015
- 6º al Prefontaine Classic ( Eugene), lancio del disco - 61,67 m
- 6º all'ExxonMobil Bislett Games ( Oslo), lancio del disco - 60,46 m